# Grand Sanhédrin

Grand Sanhédrin des Israélites de l'Empire français et du royaume d'Italie

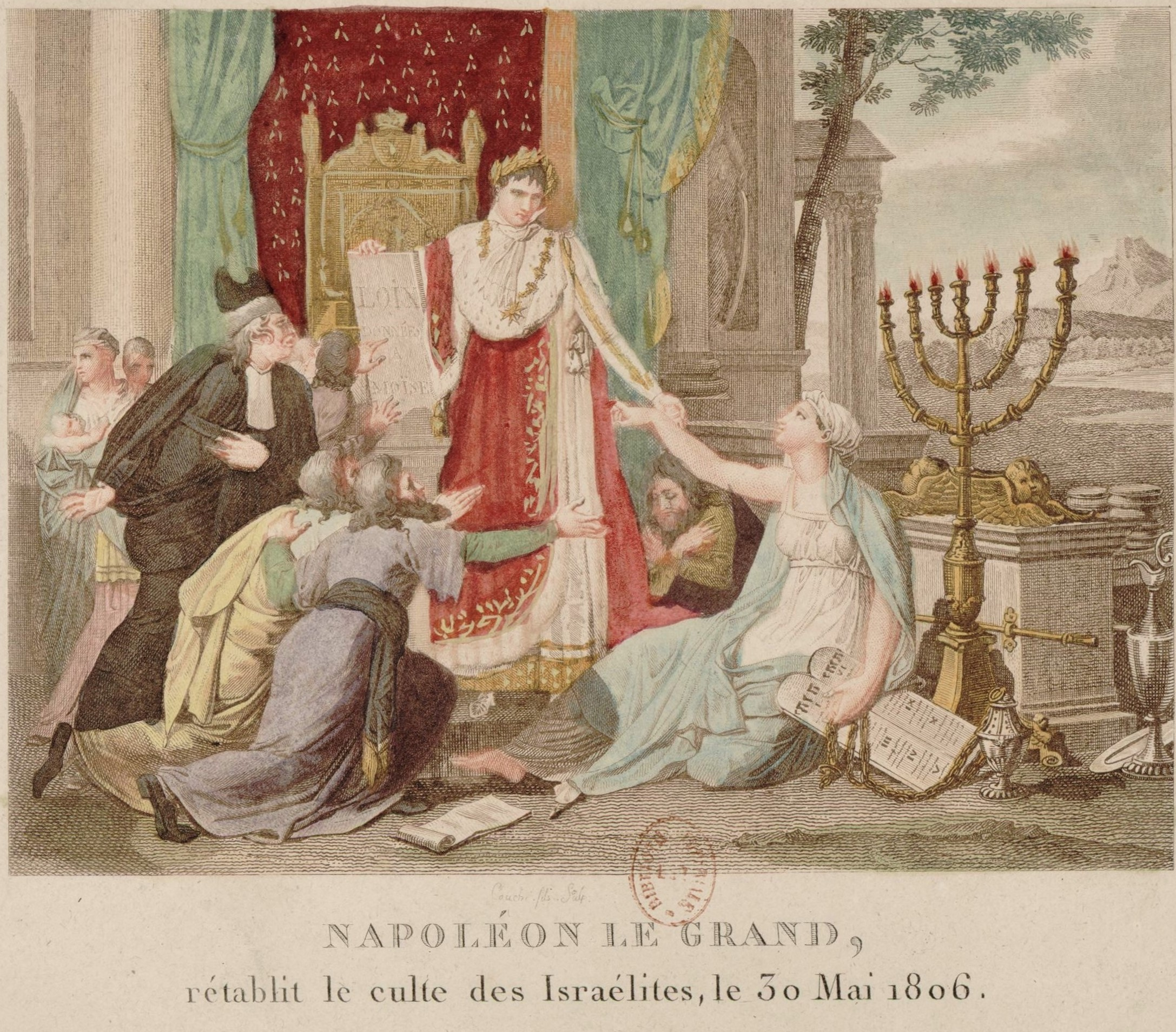
1806 : Napoléon rétablit le culte israélite

Le Grand Sanhédrin est une cour suprême juive créée le 10 décembre 1806 comprenant soixante et onze rabbins et notables.
Il a été convoqué par Napoléon Ier, en séance solennelle à Paris le 9 février 1807 afin de donner une sanction religieuse aux principes exprimés par l'Assemblée des notables en réponse aux douze questions qui lui avaient été soumises par le gouvernement. Le nom faisait référence au Sanhédrin, le principal corps législatif et judiciaire du peuple juif jusqu'à l'Antiquité tardive.
Le président était David Sintzheim, rabbin de Strasbourg, beau-frère de Cerf Beer.

## Contexte démographique

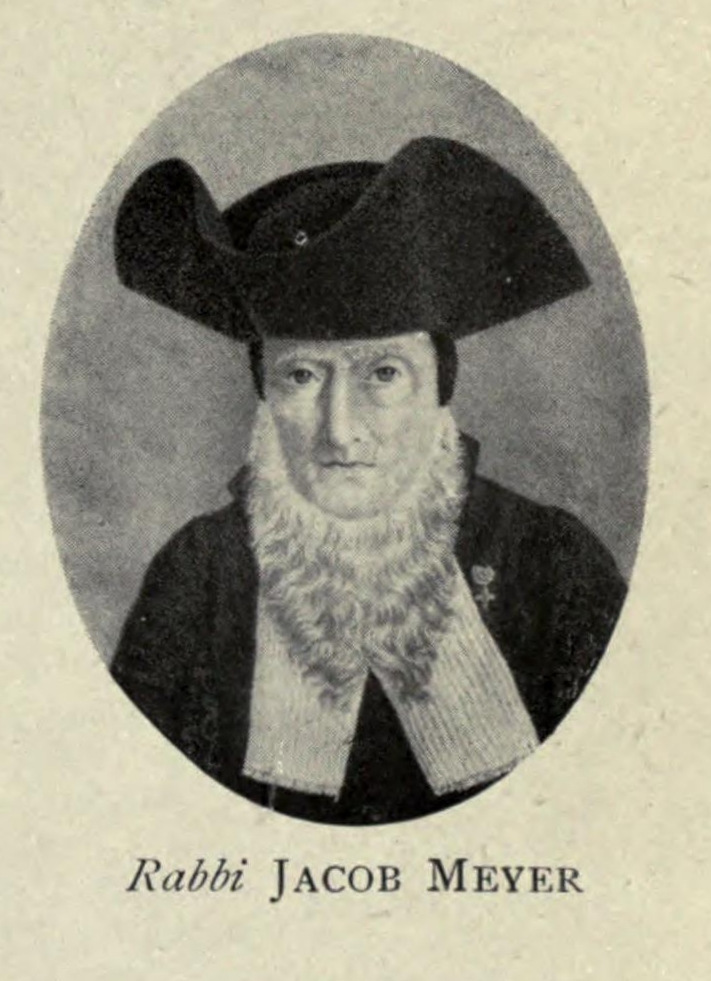
Rabbi Jacob Meyer au Grand Sanhédrin

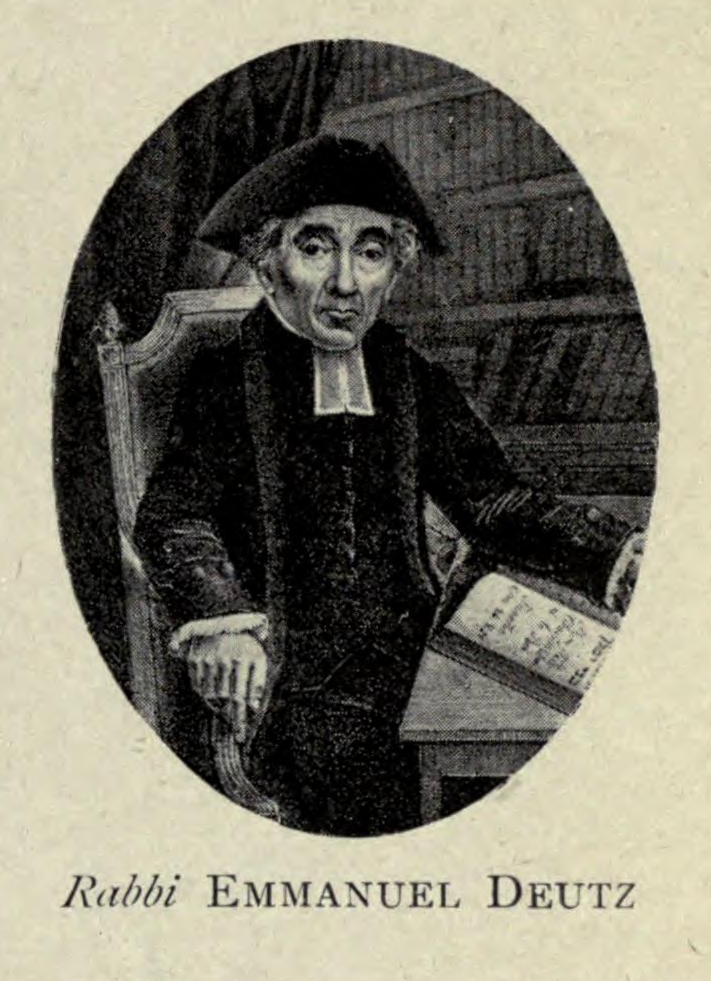
Rabbi Emmanuel Deutz

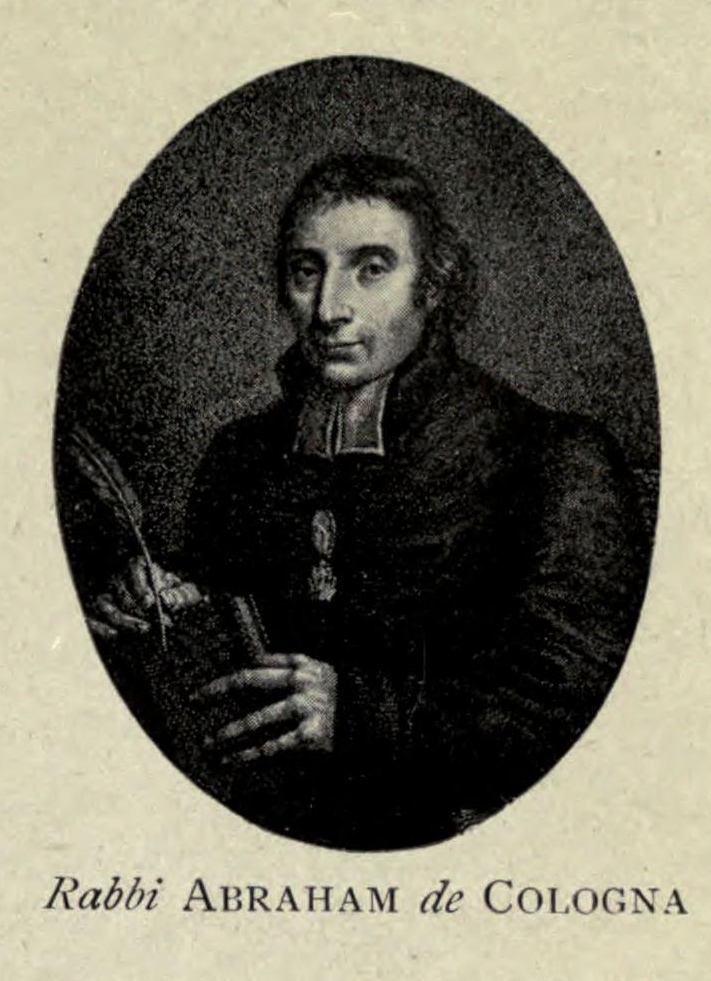
Rabbi Abraham de Cologna

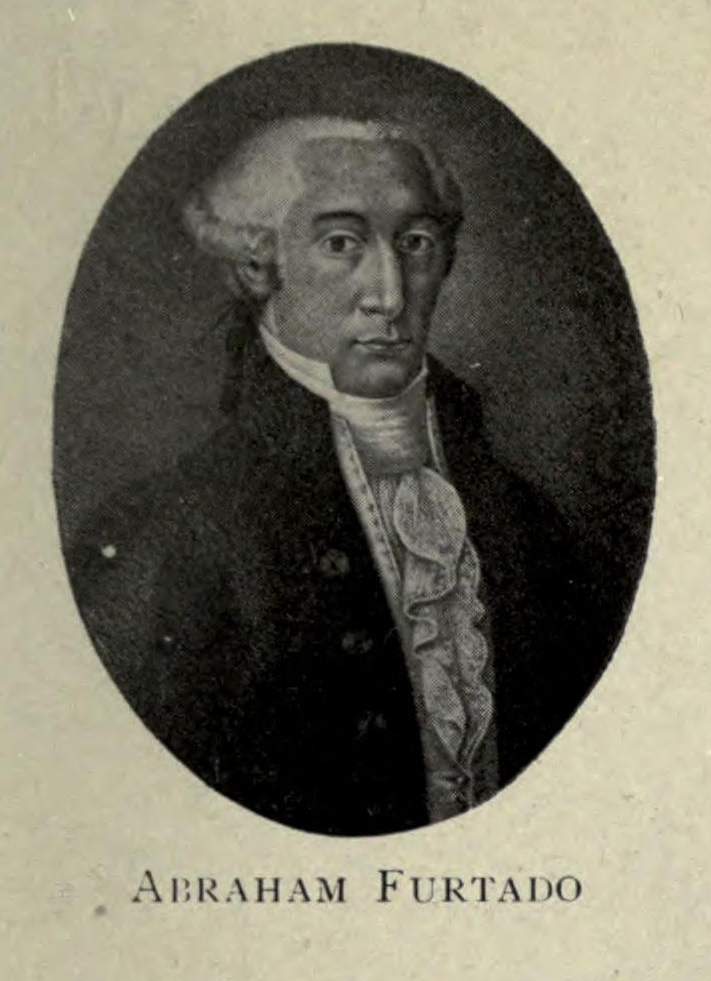
Rabbi Abraham Furtado

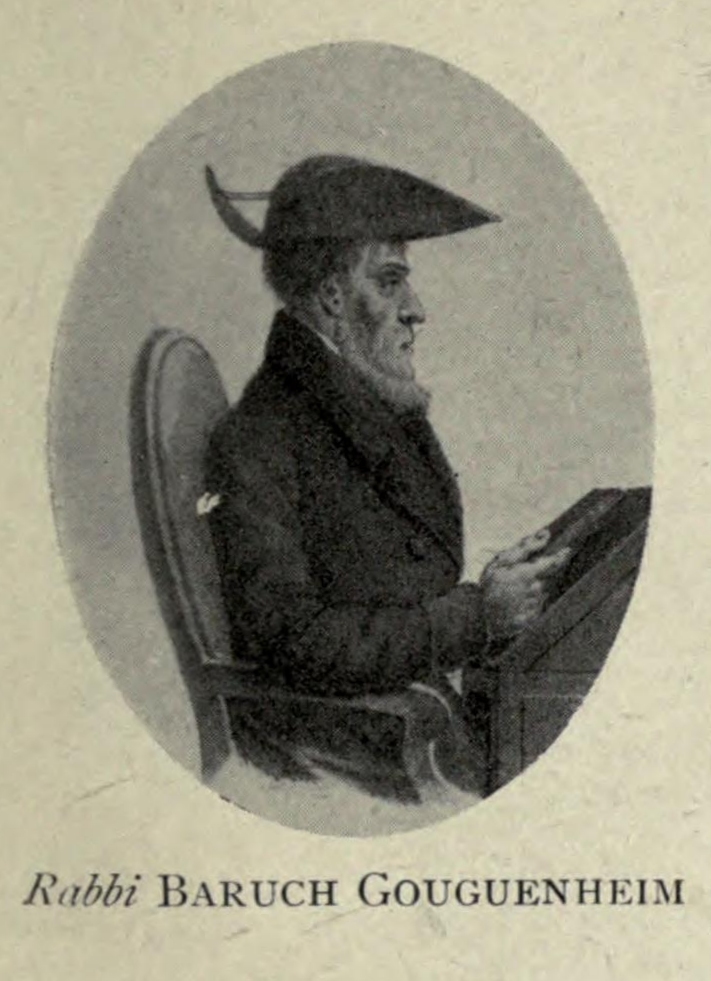
Rabbi Baruch Gouguenheim

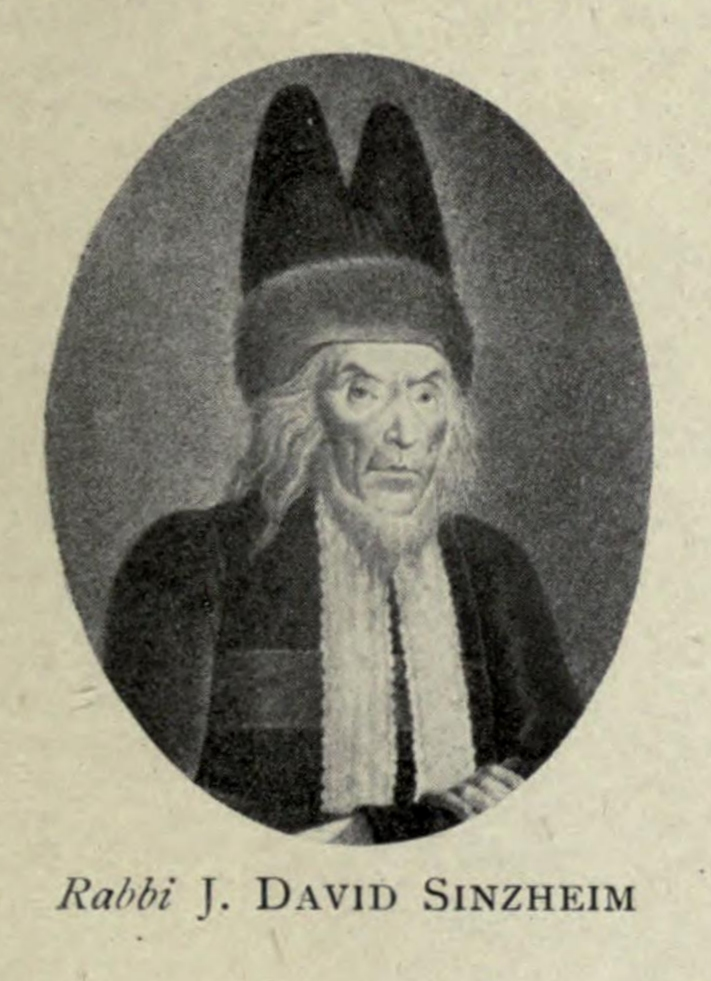
Rabbi David Sinzheim

En 1806, seuls quelques dizaines de milliers de Juifs vivent en France, la majorité en Alsace et en Lorraine. L'historien François Delpech donne la répartition géographique suivante :
- 25 000 Juifs en Alsace ;
- 10 000 en Lorraine ;
- 2 700 à Paris ;
- 3 700 dans le Sud-Ouest ;
- 2 500 dans le Sud-Est.

C'est peu comparé aux masses juives de l'Est, 100 000 en Prusse, plus de 500 000 dans l'Empire autrichien, et au moins un million en Russie.

## Les douze questions
- Première question : Est-il licite aux Juifs d'épouser plusieurs femmes ?
- Deuxième question : Le divorce est-il permis par la religion juive ? Le divorce est-il valable sans qu'il soit prononcé par les lois contradictoires à celles du Code français ?
- Troisième question : Une Juive peut-elle se marier avec un Chrétien et une Chrétienne avec un Juif ?
- Quatrième question : Aux yeux des Juifs, les Français sont-ils leurs frères ou sont-ils des étrangers ?
- Cinquième question : Dans l'un et dans l'autre cas, quels sont les rapports que leur loi leur prescrit avec les Français qui ne sont pas de leur religion ?
- Sixième question : Les Juifs nés en France et traités par la loi comme citoyens français regardent-ils la France comme leur patrie ? ont-ils l'obligation de la défendre ? sont-ils obligés d'obéir aux lois et de suivre les dispositions du Code civil ?
- Septième question : Qui nomme les rabbins ?
- Huitième question : Quelle juridiction de police exercent les rabbins parmi les Juifs ? Quelle police judiciaire exercent-ils parmi eux ?
- Neuvième question : Ces formes d'élection, cette juridiction de police judiciaires sont-elles voulues par leurs lois ou simplement consacrées par l'usage ?
- Dixième question : Est-il des professions que la loi des Juifs leur défende ?
- Onzième question : La loi des Juifs leur défend-elle l'usure[3] envers leurs frères?
- Douzième question : Leur défend-elle ou leur permet-elle de faire l'usure aux étrangers ?

## Les discussions du Grand Sanhédrin
La question la plus épineuse était la troisième, celle qui avait trait aux mariages mixtes. Elle donna lieu à de violentes discussions entre les rabbins et certains laïcs et la résolution adoptée fut assez ambiguë.
À la quatrième question, tous les députés furent unanimes à répondre : "La France est notre patrie, les Français sont nos frères". Et à la question 6, sans s'être concertés, ils répondirent tous d'une seule voix, qu'ils étaient prêts à défendre la France jusqu'à la mort. En réponse à la dixième question, ils rappelèrent que, non seulement la loi juive n'interdisait aucune profession, mais que, selon le Talmud, le père de famille qui n'enseigne aucun métier à son fils est considéré comme l'ayant préparé à la vie de brigand.
En ce qui concerne l'usure, l'assemblée n'eut pas de peine à démontrer que la loi juive ne la tolère pas et que c'est par une confusion voulue qu'on attribue le sens d'usure au mot qui veut dire "intérêts".
La délimitation exacte des pouvoirs juridiques des rabbins intéressait au plus haut point l'Empereur. Napoléon qui avait tout mis en œuvre pour soumettre à sa volonté toutes les puissances autonomes, telles que la Papauté, craignait de trouver dans les rabbins une autorité qui contrecarrerait la sienne. L'assemblée, en majorité laïque, fit aisément bon marché de la juridiction rabbinique et répondit qu'elle n'existait plus. C'était traiter bien légèrement une question dont les laïcs ne paraissent pas avoir soupçonné la gravité.
Les députés des Juifs avaient, en somme, accordé toutes les concessions que l'Empereur avait exigées, sans même peut-être se soucier suffisamment de la répercussion que certaines d'entre elles pourraient avoir sur la vie juive. En guise de remerciements, les Commissaires leur reprochèrent, dans leur rapport, d'avoir cherché, avec plus de soin, à faire l'apologie des Juifs plutôt qu'à exposer scrupuleusement leurs usages intérieurs.

## La réponse du Grand Sanhédrin
La Décision du Grand Sanhédrin a été imprimée et publiée dans le Moniteur Universel du 11 avril 1807, pages 398 à 400. La réponse argumentée à chaque article est précédée d'un Préambule.